# Viktor Dyk (zpěvák)
Viktor Dyk (* 10. února 1969 Praha) je český zpěvák, textař, skladatel, multiinstrumentalista, muzikálový herec a producent. Je znám mj. jako zpěvák skupiny Lucie, kde nahradil Davida Kollera, působil i v dalších skupinách, např. Gaia Mesiah.

## Životopis
Jeho matka je jazzová zpěvačka a otec pianista, skladatel a textař. V minulosti se podílel na činnosti kapel Božská těla, Dorota B.B., WAW!?, Plavalaguna, Autsider a naposledy Gaia Mesiah. Spolupracuje s umělci či kapelami jako Alice, Die el. Eleffant!?, Jiří Korn & Rebels, Verona, Michal Pavlíček, Kamil Střihavka, Leona Machálková, Lucie Bílá, Bára Basiková, Monkey Business, J.A.R., 4life, Vlasta Horváth, Petr Poláček, Le Monde, Audiomessage a dalšími.
Hrál v muzikálech Excalibur (Lancelot, 2003–2010), Obraz Doriana Graye (Alan nebo Basil, 2006–2009), Němcová! (2008–2009) a Láska je láska (Maďar, 2005–2010). Od roku 2006[zdroj?] je stálým členem souboru RockOpera, tam hrál již 10 různých představeních, mimo jiné představuje krále Kreona (bez alternace) v rockové opeře Antigona a Oidipus Tyranus.
Je spoluautorem soundtracků k filmům Snowboarďáci a Ro(c)k podvraťáků. Dále je spoluautorem a interpretem písní k filmu Bestiář. Mimo jiné nazpíval i novou hymnu fotbalové Slavie – Slavie bíločervený. Je bratrancem zpěváka Vojty Dyka z kapely Nightwork, který je naopak interpretem hymny AC Sparty – Na srdci S. K další pracovní činnosti Viktora Dyka patří tvorba různých hudebních sloganů pro reklamní kampaně.

### Současnost
V současnosti vystupuje se souborem RockOpera a na koncertech Nadačního fondu Femina (koncertní turné „Na podporu ženskosti“), které i sám produkuje.
V říjnu roku 2024 se stal novým zpěvákem rockové skupiny Lucie.

## Diskografie
- 1994 – DOROTA B.B.: Santa Puelo (texty, zpěv)
- 1994 – J.A.R.: Mydli to (texty, zpěv)
- 1995 – P.B.CH. (zpěv j.h.)
- 1995 – NA KLOBOUČKU 2 (zpěv)
- 1996 – LEONA – sólový debut L. Machálkové (texty)
- 1997 – DOROTA B.B.: Live In Lucerna Bar (videozáznam živého vystoupení)
- 1999 – REBELS (texty)
- 1999 – AUTSIDER (texty, zpěv)
- 1999 – SOUHVĚZDÍ GOTT – AUTSIDER: „Když muž se ženou snídá” (zpěv)
- 2000 – MONKEY BUSINESS: „Why Be In When You Could Be Out” (zpěv j.h.)
- 2002 – KAMIL STŘIHAVKA: „Dárek” – (texty)
- 2003 – VERONA: „Náhodou” (texty)
- 2003 – LENKA NOVÁ: „Nová deska” (texty, zpěv j.h.)
- 2003 – PLAVALAGUNA – „Trosečník Na Ostrově TY” (texty, zpěv, spoluprodukce)
- 2003 – VERONA – „Nejsi sám” (texty)
- 2004 – EXCALIBUR (zpěv)
- 2004 – RADANA: „Kaleidoskop” (texty)
- 2004 – NIKOLA: „Šedá” (texty)
- 2004 – SNOWBORĎÁCI (zpěv)
- 2005 – VERONA: „Jen Tobě” (texty)
- 2006 – WAW!?: „Testováno Na Lidech” (texty, zpěv, spoluprodukce)
- 2006 – RO©K PODVRAŤÁKŮ (zpěv)
- 2006 – OBRAZ DORIANA GRAYE (zpěv)
- 2006 – 4 LIFE: „Na Zemi Svítá” (texty, spoluprodukce)
- 2006 – VERONA: „Girotondo” (texty)
- 2006 – VLASTA HORVÁTH: „Do peří nefoukej” (texty)
- 2006 – MICHAL PAVLÍČEK : „Beatová síň slávy – koncert Sazka aréna 8. 6. 2006” (zpěv)
- 2007 – PETR POLÁČEK: „Nemůžu zapomenout” (texty)
- 2007 – BESTIÁŘ (texty, zpěv)
- 2007 – „COMMERCIAL CUTS 19” (hudba)
- 2007 – LE MONDE (texty)
- 2007 – MICHAEL HEJČ (hudba, produkce)
- 2007 – SOUNDTRACK (hudba, texty, zpěv)
- 2007 – AUTSIDER (+ Tomáš Novák – bicí + Marek Haruštiak – basa)
- 2008 – LE MONDE (texty)
- 2008 – ČRO 85 – kompletní realizace „Výročních znělek k 85.výročí Českého rozhlasu”
- 2008 – 2CD ANTIGONA ROCK OPERA (zpěv)
- 2008 – MICHAELA NOSKOVÁ (hudba)
- 2008 – MICHAEL HEJČ – spolupráce na realizaci 1. alba
- 2008 – VERONA (hudba)
- 2009 – AŤ ŽIJÍ RYTÍŘI – titulní píseň filmu a seriálu (text a zpěv)
- 2010 – DOKTOR OD JEZERA HROCHŮ (hudba, text)
- 2010 – NĚMCOVÁ! CD+DVD (zpěv)
- 2011 – 2CD OIDIPUS TYRANUS ROCK OPERA (zpěv)